# Élections législatives de 2024 dans la Sarthe
Les élections législatives françaises de 2024 dans la Sarthe se déroulent les 30 juin et 7 juillet 2024. Dans le département, cinq députés sont à élire dans le cadre de cinq circonscriptions, à la suite de la dissolution de l'Assemblée nationale par Emmanuel Macron.
Le choix de cette dissolution est pris après la défaite de la liste Renaissance aux élections européennes qui ont eu lieu le 9 juin 2024.

## Contexte
| Circonscription | RN      | ENS     | PS - PP | LFI    | LR     |
| --------------- | ------- | ------- | ------- | ------ | ------ |
| Circonscription |         |         |         |        |        |
| 1re             | 30,93 % | 16,38 % | 15,31 % | 6,75 % | 8,79 % |
| 2e              | 34,86 % | 13,67 % | 14,82 % | 8,66 % | 6,21 % |
| 3e              | 40,94 % | 13,92 % | 11,82 % | 4,66 % | 6,62 % |
| 4e              | 36,44 % | 14,55 % | 13,53 % | 6,55 % | 7,26 % |
| 5e              | 35,66 % | 15,85 % | 13,54 % | 5,71 % | 8,35 % |

## Système électoral
Les élections législatives ont lieu au scrutin uninominal majoritaire à deux tours dans des circonscriptions uninominales.
Est élu au premier tour le candidat qui réunit la majorité absolue des suffrages exprimés et un nombre de voix au moins égal au quart des électeurs inscrits dans la circonscription, soit 25 %. Si aucun des candidats ne satisfait ces conditions, un second tour est organisé entre les candidats ayant réuni un nombre de voix au moins égal à un huitième des inscrits, soit 12,5 %. Les deux candidats arrivés en tête du 1er tour se maintiennent néanmoins par défaut si un seul ou aucun d'entre eux n'a atteint ce seuil. Au second tour, le candidat arrivé en tête est déclaré élu,.
Le seuil de qualification basé sur un pourcentage du total des inscrits et non des suffrages exprimés rend plus difficile l'accès au second tour lorsque l'abstention est élevée. Le système permet en revanche l'accès au second tour de plus de deux candidats si plusieurs d'entre eux franchissent le seuil de 12,5 % des inscrits. Les candidats en lice au second tour peuvent ainsi être trois, un cas de figure appelé « triangulaire ». Les second tours où s'affrontent quatre candidats, appelés « quadrangulaire » sont également possibles, mais beaucoup plus rares,.

### Partis et nuances
Les résultats des élections sont publiés en France par le ministère de l'Intérieur, qui classe les partis en leur attribuant des nuances politiques. Ces dernières sont décidées par les préfets, qui les attribuent indifféremment de l'étiquette politique déclarée par les candidats, qui peut être celle d'un parti ou une candidature sans étiquette.
Seuls le Parti communiste français (COM), La France insoumise (FI), le Parti socialiste (SOC), le Parti radical de gauche (RDG), Les Écologistes (VEC), Renaissance (RE), le Mouvement démocrate (MDM), Horizons (HOR), l'Union des démocrates et indépendants (UDI), Les Républicains (LR), le Rassemblement national (RN) et Reconquête (REC) se voient attribuer en 2024 des nuances propres. Les coalitions Ensemble et Nouveau front populaire, ainsi que les candidats de l'alliance LR-Ciotti-RN, en bénéficient également indirectement, les nuances Ensemble ! (Majorité présidentielle) (ENS), Union de la gauche (UG) et Union de l'extrême-droite (UXD) étant attribuables aux candidats bénéficiant respectivement du soutien de deux partis du centre, de deux partis de gauche ou de deux partis d'extrême-droite,.
Tous les autres partis se voient attribuer l'une ou l'autre des nuances suivantes : EXG (extrême gauche), DVG (divers gauche), ECO (écologiste), REG (régionaliste), DVC (divers centre), DVD (divers droite), DSV (droite souverainiste) et EXD (extrême droite). Des partis comme Debout la France ou Lutte ouvrière ne disposent ainsi pas de nuances propres, et leurs résultats nationaux ne sont pas publiés séparément par le ministère, car mélangés avec d'autres partis (respectivement dans les nuances DSV et EXG).

## Résultats

### Élus
| Circonscription | Député sortant      | Parti | Parti | Groupe | Député élu ou réélu | Parti | Parti | Groupe |
| --------------- | ------------------- | ----- | ----- | ------ | ------------------- | ----- | ----- | ------ |
| 1re             | Julie Delpech       |       | RE    | RE     | Julie Delpech       |       | RE    | EPR    |
| 2e              | Marietta Karamanli  |       | PS    | SOC    | Marietta Karamanli  |       | PS    | SOC    |
| 3e              | Éric Martineau      |       | MoDem | DEM    | Éric Martineau      |       | MoDem | DEM    |
| 4e              | Élise Leboucher     |       | LFI   | LFI    | Élise Leboucher     |       | LFI   | LFI    |
| 5e              | Jean-Carles Grelier |       | RE    | RE     | Jean-Carles Grelier |       | RE    | DEM    |

### Résultats à l'échelle du département

#### Résultats par coalition
| Parti et coalition                          | Parti et coalition                          | Parti et coalition                                 | Premier tour | Premier tour | Premier tour | Second tour   | Second tour   | Second tour | Total Sièges  | +/-           |  |
| Parti et coalition                          | Parti et coalition                          | Parti et coalition                                 | Voix         | %            | Sièges       | Voix          | %             | Sièges      | Total Sièges  | +/-           |  |
| ------------------------------------------- | ------------------------------------------- | -------------------------------------------------- | ------------ | ------------ | ------------ | ------------- | ------------- | ----------- | ------------- | ------------- |  |
|                                             |                                             | Rassemblement national (RN)                        | 82 556       | 31,04        | 0            | 93 458        | 36,36         | 0           | 0             | en stagnation |  |
|                                             | Républicains à droite (RÀD)                 | 18 282                                             | 6,87         | 0            | 21 349       | 8,31          | 0             | 0           | Nv            |               |  |
| Total Rassemblement national et alliés (RN) | Total Rassemblement national et alliés (RN) | 100 838                                            | 37,91        | 0            | 114 807      | 44,66         | 0             | 0           | en stagnation |               |  |
|                                             |                                             | Renaissance (RE)                                   | 46 574       | 17,51        | 0            | 61 056        | 23,75         | 2           | 2             | en stagnation |  |
|                                             | Mouvement démocrate (MoDem)                 | 16 209                                             | 6,09         | 0            | 28 392       | 11,05         | 1             | 1           | en stagnation |               |  |
|                                             | Union des démocrates et indépendants (UDI)  | 11 962                                             | 4,50         | 0            | Retrait      | Retrait       | Retrait       | 0           | Nv            |               |  |
| Total Ensemble pour la République (ENS)     | Total Ensemble pour la République (ENS)     | 74 745                                             | 28,10        | 0            | 89 448       | 34,80         | 3             | 3           | en stagnation |               |  |
|                                             |                                             | La France insoumise (LFI)                          | 36 177       | 13,60        | 0            | 24 136        | 9,39          | 1           | 1             | en stagnation |  |
|                                             | Parti socialiste (PS)                       | 35 961                                             | 13,52        | 0            | 28 660       | 11,15         | 1             | 1           | en stagnation |               |  |
| Total Nouveau Front populaire (NFP)         | Total Nouveau Front populaire (NFP)         | 72 138                                             | 27,12        | 0            | 52 796       | 20,54         | 2             | 2           | en stagnation |               |  |
|                                             |                                             | Les Républicains (LR)                              | 6 775        | 2,55         | 0            |               |               |             | 0             | en stagnation |  |
|                                             | Nous France (NF)                            | 2 819                                              | 1,06         | 0            | 0            | Nv            |               |             |               |               |  |
| Total Union de la droite et du centre (UDC) | Total Union de la droite et du centre (UDC) | 9 594                                              | 3,61         | 0            | 0            | en stagnation |               |             |               |               |  |
|                                             | Lutte ouvrière (LO)                         | Lutte ouvrière (LO)                                | 3 866        | 1,45         | 0            | 0             | en stagnation |             |               |               |  |
|                                             | Debout la France (DLF)                      | Debout la France (DLF)                             | 1 843        | 0,69         | 0            | 0             | en stagnation |             |               |               |  |
|                                             |                                             | Centre national des indépendants et paysans (CNIP) | 1 131        | 0,43         | 0            | 0             | Nv            |             |               |               |  |
| Total Reconquête et alliés (REC)            | Total Reconquête et alliés (REC)            | 1 131                                              | 0,43         | 0            | 0            | en stagnation |               |             |               |               |  |
|                                             |                                             | Changement citoyen (CC)                            | 217          | 0,08         | 0            | 0             | Nv            |             |               |               |  |
| Total Coalition citoyenne (CC)              | Total Coalition citoyenne (CC)              | 217                                                | 0,08         | 0            | 0            | Nv            |               |             |               |               |  |
|                                             | Sans étiquette (SE)                         | Sans étiquette (SE)                                | 1 637        | 0,62         | 0            | 0             | en stagnation |             |               |               |  |
|                                             |                                             |                                                    |              |              |              |               |               |             |               |               |  |
| Suffrages exprimés                          | Suffrages exprimés                          | Suffrages exprimés                                 | 266 009      | 96,72        |              | 257 051       | 93,28         |             |               |               |  |
| Votes blancs                                | Votes blancs                                | Votes blancs                                       | 6 658        | 2,42         | 14 831       | 5,38          |               |             |               |               |  |
| Votes nuls                                  | Votes nuls                                  | Votes nuls                                         | 2 357        | 0,86         | 3 680        | 1,34          |               |             |               |               |  |
| Total                                       | Total                                       | Total                                              | 275 024      | 100          | 0            | 275 562       | 100           | 5           | 5             | en stagnation |  |
| Abstentions                                 | Abstentions                                 | Abstentions                                        | 137 803      | 33,38        |              | 137 362       | 33,27         |             |               |               |  |
| Inscrits/Participation                      | Inscrits/Participation                      | Inscrits/Participation                             | 412 827      | 66,62        | 412 924      | 66,73         |               |             |               |               |  |

#### Résultats par nuances
| Nuance                 | Nuance                               | Nuance                 | Premier tour | Premier tour | Premier tour | Second tour | Second tour   | Second tour | Total Sièges | +/-           |  |
| Nuance                 | Nuance                               | Nuance                 | Voix         | %            | Sièges       | Voix        | %             | Sièges      | Total Sièges | +/-           |  |
| ---------------------- | ------------------------------------ | ---------------------- | ------------ | ------------ | ------------ | ----------- | ------------- | ----------- | ------------ | ------------- |  |
|                        | Rassemblement national               | RN                     | 82 556       | 31,04        | 0            | 93 458      | 36,36         | 0           | 0            | en stagnation |  |
|                        | Union de la gauche                   | UG                     | 72 138       | 27,12        | 0            | 52 796      | 20,54         | 2           | 2            | en stagnation |  |
|                        | Ensemble pour la République !        | ENS                    | 62 783       | 23,60        | 0            | 89 448      | 34,80         | 3           | 3            | en stagnation |  |
|                        | Union de l'extrême droite            | UXD                    | 18 282       | 6,87         | 0            | 21 349      | 8,31          | 0           | 0            | Nv            |  |
|                        | Union des démocrates et indépendants | UDI                    | 11 962       | 4,50         | 0            | Retrait     | Retrait       | Retrait     | 0            | en stagnation |  |
|                        | Les Républicains                     | LR                     | 9 594        | 3,61         | 0            |             |               |             | 0            | en stagnation |  |
|                        | Extrême gauche                       | EXG                    | 3 866        | 1,45         | 0            | 0           | en stagnation |             |              |               |  |
|                        | Droite souverainiste                 | DSV                    | 1 843        | 0,69         | 0            | 0           | en stagnation |             |              |               |  |
|                        | Divers droite                        | DVD                    | 1 546        | 0,58         | 0            | 0           | Nv            |             |              |               |  |
|                        | Reconquête                           | REC                    | 1 131        | 0,43         | 0            | 0           | en stagnation |             |              |               |  |
|                        | Régionalistes                        | REG                    | 217          | 0,08         | 0            | 0           | Nv            |             |              |               |  |
|                        | Divers                               | DIV                    | 91           | 0,03         | 0            | 0           | en stagnation |             |              |               |  |
|                        |                                      |                        |              |              |              |             |               |             |              |               |  |
| Suffrages exprimés     | Suffrages exprimés                   | Suffrages exprimés     | 266 009      | 96,72        |              | 257 051     | 93,28         |             |              |               |  |
| Votes blancs           | Votes blancs                         | Votes blancs           | 6 658        | 2,42         | 14 831       | 5,38        |               |             |              |               |  |
| Votes nuls             | Votes nuls                           | Votes nuls             | 2 357        | 0,86         | 3 680        | 1,34        |               |             |              |               |  |
| Total                  | Total                                | Total                  | 275 024      | 100          | 0            | 275 562     | 100           | 5           | 5            | en stagnation |  |
| Abstentions            | Abstentions                          | Abstentions            | 137 803      | 33,38        |              | 137 362     | 33,27         |             |              |               |  |
| Inscrits/Participation | Inscrits/Participation               | Inscrits/Participation | 412 827      | 66,62        | 412 924      | 66,73       |               |             |              |               |  |

### Résultats par circonscription

#### Première circonscription
- Députée sortante : Julie Delpech (Renaissance)

| Candidat                 | Candidat                 | Parti et coalition       | Nuance                   | Premier tour | Premier tour | Second tour | Second tour |
| Candidat                 | Candidat                 | Parti et coalition       | Nuance                   | Voix         | %            | Voix        | %           |
| ------------------------ | ------------------------ | ------------------------ | ------------------------ | ------------ | ------------ | ----------- | ----------- |
|                          | Céline de Cossé Brissac  | RN                       | RN                       | 16 465       | 33,60        | 18 646      | 39,09       |
|                          | Julie Delpech            | RE (ENS)                 | ENS                      | 15 111       | 30,84        | 29 050      | 60,91       |
|                          | Ghislaine Bonnet         | LFI (NFP)                | UG                       | 12 258       | 25,01        | Retrait     | Retrait     |
|                          | Clément Coulon           | LR (UDC)                 | LR                       | 4 459        | 9,10         |             |             |
|                          | Sylvie Maillet           | LO                       | EXG                      | 710          | 1,45         |             |             |
|                          |                          |                          |                          |              |              |             |             |
| Votes valides            | Votes valides            | Votes valides            | Votes valides            | 49 003       | 96,78        | 47 696      | 94,15       |
| Votes blancs             | Votes blancs             | Votes blancs             | Votes blancs             | 1 213        | 2,40         | 2 481       | 4,90        |
| Votes nuls               | Votes nuls               | Votes nuls               | Votes nuls               | 419          | 0,83         | 482         | 0,95        |
| Total                    | Total                    | Total                    | Total                    | 50 635       | 100          | 50 659      | 100         |
| Abstention               | Abstention               | Abstention               | Abstention               | 23 131       | 31,36        | 23 127      | 31,34       |
| Inscrits / participation | Inscrits / participation | Inscrits / participation | Inscrits / participation | 73 766       | 68,64        | 73 786      | 68,66       |

#### Deuxième circonscription
- Députée sortante : Marietta Karamanli (Parti socialiste)

| Candidat                 | Candidat                 | Parti et coalition       | Nuance                   | Premier tour | Premier tour | Second tour | Second tour |
| Candidat                 | Candidat                 | Parti et coalition       | Nuance                   | Voix         | %            | Voix        | %           |
| ------------------------ | ------------------------ | ------------------------ | ------------------------ | ------------ | ------------ | ----------- | ----------- |
|                          | Marietta Karamanli       | PS (NFP)                 | UG                       | 20 700       | 39,95        | 28 660      | 57,31       |
|                          | François Fèvre           | RÀD (RN)                 | UXD                      | 18 282       | 35,29        | 21 349      | 42,69       |
|                          | Samuel Chevallier        | UDI (ENS)                | UDI                      | 11 962       | 23,09        | Retrait     | Retrait     |
|                          | Thomas Hubert            | LO                       | EXG                      | 776          | 1,50         |             |             |
|                          | Clément Cheuret          | SE                       | DIV                      | 91           | 0,18         |             |             |
|                          |                          |                          |                          |              |              |             |             |
| Votes valides            | Votes valides            | Votes valides            | Votes valides            | 51 811       | 96,58        | 50 009      | 92,97       |
| Votes blancs             | Votes blancs             | Votes blancs             | Votes blancs             | 1 510        | 2,81         | 3 221       | 5,99        |
| Votes nuls               | Votes nuls               | Votes nuls               | Votes nuls               | 322          | 0,60         | 563         | 1,05        |
| Total                    | Total                    | Total                    | Total                    | 53 643       | 100          | 53 793      | 100         |
| Abstention               | Abstention               | Abstention               | Abstention               | 30 121       | 35,96        | 29 986      | 35,79       |
| Inscrits / participation | Inscrits / participation | Inscrits / participation | Inscrits / participation | 83 764       | 64,04        | 83 779      | 64,21       |

#### Troisième circonscription
- Député sortant : Éric Martineau (Mouvement démocrate)

| Candidat                 | Candidat                 | Parti et coalition       | Nuance                   | Premier tour | Premier tour | Second tour | Second tour |
| Candidat                 | Candidat                 | Parti et coalition       | Nuance                   | Voix         | %            | Voix        | %           |
| ------------------------ | ------------------------ | ------------------------ | ------------------------ | ------------ | ------------ | ----------- | ----------- |
|                          | Romain Lemoigne          | RN                       | RN                       | 23 637       | 42,54        | 26 799      | 48,56       |
|                          | Éric Martineau           | MoDem (ENS)              | ENS                      | 16 209       | 29,17        | 28 392      | 51,44       |
|                          | Mathilde Jack            | LFI (NFP)                | UG                       | 10 319       | 18,57        |             |             |
|                          | Vincent Gruau            | NF (UDC)                 | LR                       | 2 819        | 5,07         |             |             |
|                          | Raymond de Malherbe      | CNIP (REC)               | REC                      | 1 131        | 2,04         |             |             |
|                          | Maryse Brutout           | LO                       | EXG                      | 885          | 1,59         |             |             |
|                          | Éric Trochon             | DLF                      | DSV                      | 558          | 1,00         |             |             |
|                          |                          |                          |                          |              |              |             |             |
| Votes valides            | Votes valides            | Votes valides            | Votes valides            | 55 558       | 96,58        | 55 191      | 95,10       |
| Votes blancs             | Votes blancs             | Votes blancs             | Votes blancs             | 1 318        | 2,29         | 1 981       | 3,41        |
| Votes nuls               | Votes nuls               | Votes nuls               | Votes nuls               | 647          | 1,12         | 860         | 1,48        |
| Total                    | Total                    | Total                    | Total                    | 57 523       | 100          | 58 032      | 100         |
| Abstention               | Abstention               | Abstention               | Abstention               | 28 355       | 33,02        | 27 862      | 32,44       |
| Inscrits / participation | Inscrits / participation | Inscrits / participation | Inscrits / participation | 85 878       | 66,98        | 85 894      | 67,56       |

#### Quatrième circonscription
- Députée sortante : Élise Leboucher (La France insoumise)

| Candidat                 | Candidat                 | Parti et coalition       | Nuance                   | Premier tour | Premier tour | Second tour | Second tour |
| Candidat                 | Candidat                 | Parti et coalition       | Nuance                   | Voix         | %            | Voix        | %           |
| ------------------------ | ------------------------ | ------------------------ | ------------------------ | ------------ | ------------ | ----------- | ----------- |
|                          | Marie-Caroline Le Pen    | RN                       | RN                       | 20 584       | 39,26        | 23 911      | 49,77       |
|                          | Élise Leboucher          | LFI (NFP)                | UG                       | 13 600       | 25,94        | 24 136      | 50,23       |
|                          | Sylvie Casenave-Péré     | RE (ENS)                 | ENS                      | 13 565       | 25,88        | Retrait     | Retrait     |
|                          | Léo Brisard              | LR                       | LR                       | 2 316        | 4,42         |             |             |
|                          | Didier Barbet            | SE                       | DVD                      | 1 546        | 2,95         |             |             |
|                          | Thierry Nouchy           | LO                       | EXG                      | 596          | 1,14         |             |             |
|                          | Jean-Michel Brugade      | CC (CC)                  | REG                      | 217          | 0,41         |             |             |
|                          |                          |                          |                          |              |              |             |             |
| Suffrages exprimés       | Suffrages exprimés       | Suffrages exprimés       | Suffrages exprimés       | 52 424       | 96,83        | 48 047      | 89,13       |
| Votes blancs             | Votes blancs             | Votes blancs             | Votes blancs             | 1 247        | 2,30         | 4 705       | 8,73        |
| Votes nuls               | Votes nuls               | Votes nuls               | Votes nuls               | 472          | 0,87         | 1 155       | 2,14        |
| Total                    | Total                    | Total                    | Total                    | 54 143       | 100          | 53 907      | 100         |
| Abstention               | Abstention               | Abstention               | Abstention               | 27 296       | 33,52        | 27 554      | 33,82       |
| Inscrits / participation | Inscrits / participation | Inscrits / participation | Inscrits / participation | 81 439       | 66,48        | 81 461      | 66,18       |

#### Cinquième circonscription
- Député sortant : Jean-Carles Grelier (Renaissance)

| Candidat                 | Candidat                 | Parti et coalition       | Nuance                   | Premier tour | Premier tour | Second tour | Second tour |
| Candidat                 | Candidat                 | Parti et coalition       | Nuance                   | Voix         | %            | Voix        | %           |
| ------------------------ | ------------------------ | ------------------------ | ------------------------ | ------------ | ------------ | ----------- | ----------- |
|                          | Pierre Vaugarny          | RN                       | RN                       | 21 870       | 38,23        | 24 102      | 42,96       |
|                          | Jean-Carles Grelier      | RE (ENS)                 | ENS                      | 17 898       | 31,28        | 32 006      | 57,04       |
|                          | Christophe Rouillon      | PS (NFP)                 | UG                       | 15 261       | 26,67        | Retrait     | Retrait     |
|                          | Cécile Bayle de Jessé    | DLF                      | DSV                      | 1 285        | 2,25         |             |             |
|                          | Karine Fouquet           | LO                       | EXG                      | 899          | 1,57         |             |             |
|                          |                          |                          |                          |              |              |             |             |
| Votes valides            | Votes valides            | Votes valides            | Votes valides            | 57 213       | 96,84        | 56 108      | 94,82       |
| Votes blancs             | Votes blancs             | Votes blancs             | Votes blancs             | 1 367        | 2,31         | 2 443       | 4,03        |
| Votes nuls               | Votes nuls               | Votes nuls               | Votes nuls               | 500          | 0,85         | 620         | 1,05        |
| Total                    | Total                    | Total                    | Total                    | 59 080       | 100          | 59 171      | 100         |
| Abstention               | Abstention               | Abstention               | Abstention               | 28 900       | 32,85        | 28 833      | 32,76       |
| Inscrits / participation | Inscrits / participation | Inscrits / participation | Inscrits / participation | 87 980       | 67,15        | 88 004      | 67,24       |